# Матвеев, Александр Семёнович
Алекса́ндр Семёнович Матве́ев (02.05.1914 — 22.04.1987) — звеньевой зернового совхоза «Канский» Министерства совхозов СССР, Канского района Красноярского края, Герой Социалистического Труда (1949).

## Биография
Родился 2 мая 1914 года на территории Енисейской губернии в крестьянской семье.
Во второй половине 1940-х годов работал звеньевым 3-го отделения зернового совхоза «Канский» в посёлке Степняки Канского района Красноярского края.
По итогам работы в 1948 году звено А. С. Матвеева получило высокий урожай пшеницы в 33,34 центнера с гектара на площади 22 гектара и обеспечило совхоз семенами всех необходимых культур в размере полной потребности для обеспечения весеннего сева 1949 года.  
Указом Президиума Верховного Совета СССР от 18 июня 1949 года за получение высоких урожаев пшеницы в 1948 году Александру Семёновичу Матвееву присвоено звание Героя Социалистического Труда с вручением ордена Ленина и золотой медали «Серп и Молот». 
А. С. Матвеев награждён двумя орденами Ленина (18.06.1949; 11.01.1957), орденом Октябрьской Революции (08.04.1971), медалями, в том числе «За трудовую доблесть» (12.06.1952). 
Проживал в посёлке Степняки Канского района. Скончался 22 апреля 1987 года.